# Гайжевська Любов Олександрівна
Любо́в Олекса́ндрівна Гайже́вська (*1 травня 1962, Некрасове) — поетеса.
Народилася 1 травня 1962 р. в с. Некрасове (нині Юзвин) Вінницького району Вінницької області. Працювала відповідальним секретарем приймальної комісії НСПУ. Нині працює в Національному музеї Тараса Шевченка. Переможець міжнародного літературного конкурсу «Гранослов» у номінації «поезія» за 1994 рік з книгою «Немов би про любов…». Член Національної Спілки письменнків України з 2004 року.
Автор збірок поезії «Немов би про любов», «Анонс», «Земля — небо: транзит», «Судні дні». І науково-популярних книг філософського штибу: «Структура Мироздания» і «Вечная тема».